# Odporność roślin na związki toksyczne

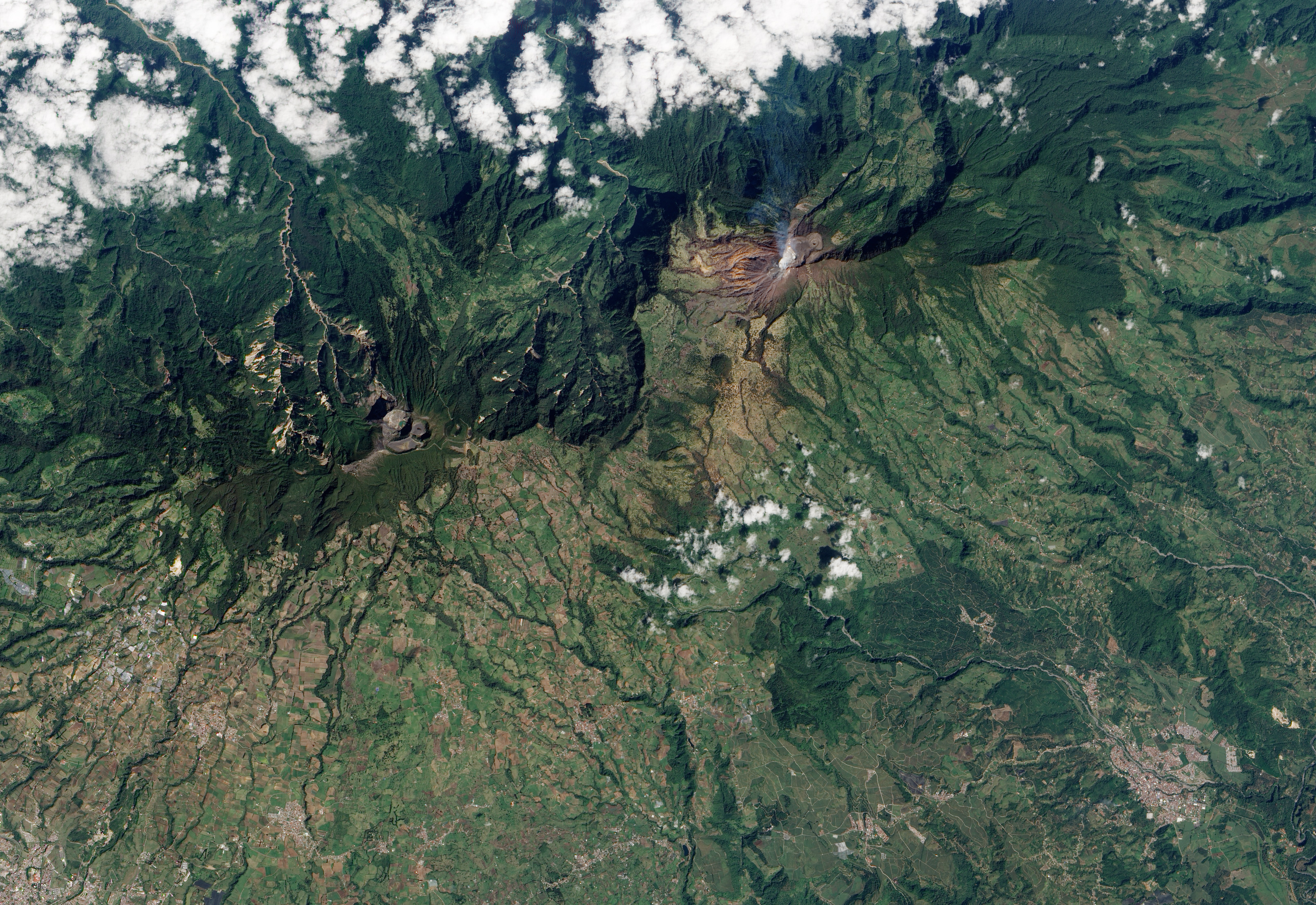
Wulkan Turrialba w Kostaryce emituje znaczne ilości SO_{2} co prowadzi do niszczenia roślinności. Obszary ze zniszczoną szatą roślinną widoczne jako brunatne plamy na południowy zachód od wulkanu.

Odporność roślin na związki toksyczne – zdolność roślin do przetrwania w środowisku zanieczyszczonym. Najczęściej zanieczyszczenia mają charakter antropogeniczny, mogą być to także związki toksyczne pojawiające się w środowisku naturalnie, w tym związki wytwarzane przez rośliny. Spośród substancji wprowadzanych do środowiska przez człowieka za szkodliwe dla roślin uznawane są dwutlenek siarki (SO2), tlenki azotu (NOx), ozon troposferyczny oraz szereg węglowodorów pojawiających się w powietrzu. Najważniejszą grupą substancji toksycznych pojawiających się w glebach są metale ciężkie, aczkolwiek badany jest także wpływ pestycydów stosowanych w rolnictwie. Wszystkie substancje pochodzenia obcego mogące mieć negatywny wpływ na rośliny określane są jako ksenobiotyki.

## Skutki obecności SO2w środowisku
SO2 pojawia się w powietrzu głównie w efekcie spalania paliw kopalnych. Siarka jest składnikiem pokarmowym dla roślin, jednak jej nadmiar może działać toksycznie. Dwutlenek siarki wnika do organizmu rośliny przez aparaty szparkowe oraz przez kutykulę. Jeżeli związek wejdzie w reakcje z wodą siarka pojawia się w postaci jonów SO2−4 w wodach opadowych a następnie w roztworze glebowym, skąd jest pobierana przez korzenie. Wewnątrz komórki jony SO2−4 zarówno te pochodzące z gleby jak i powstałe na skutek wniknięcia SO2 do cytozolu kumulowane są w chloroplastach i wakuoli.

### Mechanizmy obronne
Pierwszą grupą mechanizmów obrony przed SO2 jest wytwarzanie barier zapobiegających dyfuzji tego gazy do wnętrza tkanek komórek. W komórkach które jako pierwsze wchodzą w kontakt z dwutlenkiem siarki dochodzi do zwiększenia pojemności buforowej i związania możliwie dużej jego ilości. Kolejna grupa mechanizmów obronnych zapewnia tolerancję na podwyższone stężenie SO2−4. Dochodzi do zwiększonej syntezy aminokwasów zawierających siarkę - cysteiny i metioniny. Siarczany są gromadzone w wakuoli, a w chloroplastach ulegają redukcji, co umożliwia wydzielenie siarki w postaci H2S. Prawdopodobnie ten mechanizm obronny jest reliktem z okresów w historii Ziemi, gdy aktywność wulkaniczna była przyczyną znacznego udziału SO2 w powietrzu.

## Skutki obecności metali ciężkich w środowisku
Większość roślin wykazuje duża wrażliwość na obecność jonów metali ciężkich w środowisku glebowym. Tylko nieliczne wykształciły mechanizmy pozwalające na przetrwanie w warunkach silnego skażenia. Wniknięcie jonów metali ciężkich do organizmu prowadzi do zaburzenia w działaniu błon, zahamowaniu fotosyntezy oraz zaburzeniu mitochondrialnego transportu elektronów. Inaktywacji ulega wiele enzymów takich jak reduktaza azotanowa, dehydrogenaza izocytrynianowa, dehydrogenaza glukozo-6-fosforanowa, dehydrogenaza jabłczanowa, fosfatazy oraz ATPazy.

### Mechanizmy obronne
Obrona przed toksycznym działaniem metali ciężkich polega na ograniczeniu ich wnikania do korzeni, a jeżeli pierwszy mechanizm okaże się niewystarczający, ograniczeniu ich rozprzestrzeniania w roślinie. Pierwsza grupa mechanizmów obronnych realizowana jest przez wydzielanie eksudatów korzeniowy zawierających kwasy organiczne, monosacharydy, aminokwasy, kwas poligalakturonowy, i śluzy. Pomocne w ograniczaniu wnikania metali ciężkich są także strzępki grzybów mikoryzowych. Wewnątrz organizmu rośliny metale ciężkie są unieruchamiane w pierwszej kolejności w ścianach komórkowych. Ulegają tam związaniu ze składnikami ściany, głównie poprzez reakcję z kwasem poligalakturonowym a także związki fenolowe. Ściana komórkowa jednocześnie staje się mniej przepuszczalna dla roztworów wodnych. Kolejną barierą jest plazmolema, która kontroluje przepływ jonów dzięki obecności kanałów jonowych. Jony metali ciężkich, które dostały się do cytoplazmy są w niej kompartmentowane w wakuoli. W usuwaniu szkodliwych jonów z cytoplazmy uczestniczą peptydy nazywane fitochelatynami. Kompleksy polipeptyd-metal są transportowane do wakuoli i w niej gromadzone. Kompartmentacja w wakuoli zachodzi przede wszystkim w tkankach korzeni, części nadziemne mogą być w ten sposób całkowicie wolne od toksycznego wpływu jonów metali lub narażone na niego w mniejszym stopniu. Chociaż mechanizm ten pozwala uchronić metabolizm komórki roślinnej przed toksycznym działaniem jonów metali ciężkich, to skutkiem ubocznym jego działania może być wielokrotnie wyższe stężenie metali ciężkich w roślinie niż środowisku glebowym. Rośliny takie nie mogą być wykorzystane jako pokarm dla ludzi lub zwierząt. Zdolność akumulacji znalazła jednak zastosowanie w technikach oczyszczania gleb. Wielokrotny siew i zbiór roślin kumulujących metale ciężkie pozwala oczyścić skażone gleby. Proces taki nazywany jest fitoremediacją.